# Бєлозерово (Нижньогородська область)
Бєлозерово (рос. Белозерово) — село в Дальнеконстантиновському районі Нижньогородської області Російської Федерації.
Населення становить 377 осіб. Входить до складу муніципального утворення Бєлозеровська сільрада.

## Історія
Від 2009 року входить до складу муніципального утворення Бєлозеровська сільрада.

## Населення
| 2002 | 2010 |
| ---- | ---- |
| 484  | ↘377 |